# Campionati canadesi di sci alpino 1987
Ai Campionati canadesi di sci alpino 1987 furono  assegnati i titoli di discesa libera, supergigante, slalom gigante, slalom speciale e combinata, sia maschili sia femminili.

## Risultati

### Uomini

#### Discesa libera
| Pos. | Atleta        | Nazione |
| ---- | ------------- | ------- |
| 1    | Brian Stemmle | Canada  |
| 2    | ?             | ?       |
| 3    | ?             | ?       |

#### Supergigante
| Pos. | Atleta   | Nazione |
| ---- | -------- | ------- |
| 1    | Jim Read | Canada  |
| 2    | ?        | ?       |
| 3    | ?        | ?       |

#### Slalom gigante
| Pos. | Atleta         | Nazione |
| ---- | -------------- | ------- |
| 1    | Alain Villiard | Canada  |
| 2    | ?              | ?       |
| 3    | ?              | ?       |

#### Slalom speciale
| Pos. | Atleta         | Nazione |
| ---- | -------------- | ------- |
| 1    | Alain Villiard | Canada  |
| 2    | ?              | ?       |
| 3    | ?              | ?       |

#### Combinata
| Pos. | Atleta   | Nazione |
| ---- | -------- | ------- |
| 1    | Jim Read | Canada  |
| 2    | ?        | ?       |
| 3    | ?        | ?       |

### Donne

#### Discesa libera
| Pos. | Atleta          | Nazione |
| ---- | --------------- | ------- |
| 1    | Liisa Savijarvi | Canada  |
| 2    | Kellie Casey    | Canada  |
| 3    | ?               | ?       |

#### Supergigante
| Pos. | Atleta      | Nazione |
| ---- | ----------- | ------- |
| 1    | Karen Percy | Canada  |
| 2    | ?           | ?       |
| 3    | ?           | ?       |

#### Slalom gigante
| Pos. | Atleta        | Nazione |
| ---- | ------------- | ------- |
| 1    | Josée Lacasse | Canada  |
| 2    | ?             | ?       |
| 3    | ?             | ?       |

#### Slalom speciale
| Pos. | Atleta      | Nazione |
| ---- | ----------- | ------- |
| 1    | Julie Klotz | Canada  |
| 2    | ?           | ?       |
| 3    | ?           | ?       |

#### Combinata
| Pos. | Atleta    | Nazione |
| ---- | --------- | ------- |
| 1    | Kate Pace | Canada  |
| 2    | ?         | ?       |
| 3    | ?         | ?       |